# Barranc de Cal Palatí
El Barranc de Cal Palatí és un barranc de l'Alt Camp, que neix al vessant sud del Cogulló i desemboca al torrent de Rupit. Discorre pel terme municipal del Pont d'Armentera.
Està situat a l'extrem nord-occidental del terme, també al nord-oest del Pont d'Armentera. S'origina en el vessant meridional del Cogulló, des d'on davalla de primer cap al sud i després cap al sud-est. Passat l'Estret del Palatí es troba amb el torrent de Collmagí, i de la unió dels dos cursos d'aigua es forma el torrent de Rupit, afluent del Gaià.